# Heitor Villa-Lobos
Heitor Villa-Lobos   (Rio de Janeiro, 5 de març de 1887 - Rio de Janeiro, 17 de novembre de 1959) fou un compositor i director d'orquestra brasiler.

## Biografia
Heitor Villa-Lobos, també conegut com a Hector Villa-Lobos, va nàixer a Rio de Janeiro. Va aprendre música amb son pare, que era un gran lector, músic amateur de gran cultura i bibliotecari. Abans de la mort de son pare, Villa-Lobos va començar a dedicar-se a la música com a músic professional. Es guanyava la vida com a músic de cafè, tocant el violoncel.
El 1905 Villa-Lobos va fer el primer dels seus viatges als estats nord-orientals del Brasil, per tal de recaptar informació sobre la música folklòrica d'aquells estats. Va viatjar molt i va crear un halo de misteri al voltant dels viatges. El seu propi testimoni d'aventures amb tribus caníbals del nord-est no va ser considerat sempre com digne de confiança. Després, va estudiar en l'Institut Nacional de Música a Rio de Janeiro, no obstant el seu estil compositiu mai no es va encasellar en cap norma acadèmica. La seua música va seguir sempre sent personal i idiosincràtica. Com Villa-Lobos va dir molts anys més tard: "la meua música és natural, com una cascada". També va dir: "Un peu en l'acadèmia i vostè canvia cap a pitjor!".
Després d'altres viatges etno-musicals a l'interior de l'Amazones, el 1912 Villa-Lobos va retornar a Rio de Janeiro, on el 13 de novembre de 1915, va oferir en concert la seua nova música. El 1923, a causa dels seus mèrits va guanyar una beca del govern per a estudiar a París. Al seu retorn, el 1930, Villa-Lobos va ser nomenat responsable de l'educació Musical de Rio de Janeiro. Allà va coincidir amb Cacilda Borges Barbosa, amb qui va participar en diversos projectes educatius.
Així va començar Villa-Lobos la seua segona carrera: pedagog de la música del seu país. Dissenyà un sistema complet d'instrucció musical per a generacions de brasilers, basat en la rica cultura musical de Brasil i arrelat en un profund i sempre explícit patriotisme. Va compondre música coral per a enormes cors escolars de xiquets, sovint sobre adaptacions de material folklòric.
Un dels seus cantants favorits va ser la soprano brasilera Bidu Sayão, amb qui va tenir una relació artística de trenta-vuit anys. El 1944, Villa-Lobos va fer un viatge als Estats Units per tal de dirigir el seu treball. Algunes orquestres americanes li van encarregar nous treballs importants i fins i tot va escriure la música d'una pel·lícula de Hollywood, filmada el 1959: Green Mansions, dirigida pel famós actor Mel Ferrer i protagonitzada pel mateix Ferrer i Audrey Hepburn. Els anys 40 van ser un període de triomf en l'escena internacional. Com a compositor i director de la seua pròpia música, Villa-Lobos va ser admirat des de Los Angeles i Nova York a París.
Malgrat dedicar-se a la composició, també va exercir de director d'orquestra i entre la seva tasca com a director s'ha de destacar l'estrena a Rio de Janeiro del ballet Salamanca do Jarau (1936) del seu compatriota Luiz Cosme.
Malgrat els seus viatges pel món, la seua llar sempre va estar en Rio de Janeiro, on va morir el 1959. Heitor Villa-Lobos va ser soterrat en el cementeri São João Batistade de Rio de Janeiro.

## Música
Junt amb Alberto Nepomuceno i Alexandre Levy, Villa-Lobos va obrir el camí perquè els anys següents altres compositors com Mozart Camargo Guarnieri cerquessin la música brasilera amb arrels folkloriques. Villa-Lobos va ser un compositor notòriament prolífic pel nombre d'obres escrites. Molts treballs són arranjaments d'obres anteriors. Especialment en els seus últims anys, Villa-Lobos va realitzar gran nombre de recomposicions.
Excepte els treballs perduts, la seua música ha estat molt difosa en el món per les gravacions existents, i pels concerts. Entre les obres més populars de Villa-Lobos podem esmentar les Bachianas brasileiras, sent la Número 5 una de les més conegudes, escrita per a veu i vuit violoncels, però interpretades en moltes altres combinacions instrumentals. Seguint amb les seues obres podem citar la música per a guitarra com els Preludis, Estudis i els Choros (el Choro Número 1 és molt popular), el Choro Número 8 va ser estrenat el 24 d'octubre de 1927 a la Sala Gaveau de París sota la direcció del compositor i amb la interpretació de la pianista Aline van Barentzen i el pianista a qui anava dedicada l'obra, Tomás Terán. També és important esmentar la sèrie de Quartets de corda.

### Bachianas brasileiras
| - Núm. 1 per a 8 violoncels (1932) - Núm. 2 per a orquestra de cambra (1933) - Núm. 3 per a piano i orquestra (1934) - Núm. 4 per a piano (1930-40); orquestrada el 1942 - Núm. 5 per a veu i 8 violoncels (1938) | - Núm. 6 per a flauta i fagot (1938) - Núm. 7 per a orquestra (1942) - Núm. 8 per a orquestra (1944) - Núm. 9 per a cor o orquestra de corda (1944) |

### Choros
| - Introducció als Choros per a guitarra i orquestra (1929) - Núm. 1 per a guitarra (1920) - Núm. 2 per a flauta i clarinet (1921) - Núm. 3 per a cor masculí i instruments de vents (1925) - Núm. 4 per a 3 trompes i trombó (1926) - Núm. 5 per a piano (1926) "Alma Brasilera" - Núm. 6 per a orquestra (1926) - Núm. 7 per a vents, violí i violoncel (1924) | - Núm. 8 per a gran orquestra i 2 pianos (1925) - Núm. 9 per a orquestra (1929) - Núm. 10 per a cor i orquestra (1925) "Rasga o Coraçao" - Núm. 11 per a piano i orquestra (1928) - Núm. 12 per a orquestra (1929) - Núm. 13 per a 2 orquestres i banda (1929) - perdut - Núm. 14 per a orquestra, banda i cor (1928) - perdut - Choros bis, per a violí i violoncel (1928) |

### Concerts
- Suite per a Piano i Orquestra (1913)
- Concert per a violoncel Núm. 1 (1915)
- Momoprécoce, fantasia per a piano i orquestra (1921)
- Fantasia de Moviments Mixtos, per a violí i orquestra (1921)
- Ciranda de Set Notes per a fagot i orquestra de corda (1933)
- Concert per a Piano núm. 1 (1945)
- Concert per a Piano núm. 2 (1948)
- Concert per a Piano núm. 3 (1952-57)
- Concert per a Piano núm. 4 (1952)
- Concert per a Piano núm. 5 (1954)
- Fantasia per a saxòfon soprano, tres corns i corda (1948)
- Concert per a Guitarra (1951)
- Concert per a arpa (1953)
- Concert violoncel Núm. 2 (1953)
- Fantasia per a violoncel i Orquestra
- Concert per a Harmònica
- Concert Grosso per a quartets de vents i conjunt de vents (1959)
- Choros Núm. 11 i Bachianas Núm. 3 són també obres concertants per a piano i orquestra

### Simfonies
| - Núm. 1 O Imprevisto, L'imprevist (1920) - Núm. 2 Ascenção, l'Ascensió (1917) - Núm. 3 A Guerra, La Guerra (1919) - Núm. 4 A Vitòria, La Victòria (1919) - Núm. 5 A Paz, La Pau (1920) - Perdut - Núm. 6 Montanhas do Brasil, Muntanyes de Brasil (1944) | - Núm. 7 (1945) - Núm. 8 (1950) - Núm. 9 (1951) - Núm. 10 Sumé Pater Patrium, Ameríndia (1952) - Núm. 11 (1955) - Núm. 12 (1957) |

### Altres treballs Orquestrals (incloent-hi partitures de Ballet)
- Tédio d'Alvorada, poema simfònic (1916)
- Naufragio de Kleonicos, poema simfònic (1916)
- Dancas Africanas (1916)
- Sinfonietta Núm. 1 (1916)
- Iára (1917)
- Amazonas, ballet i poema simfònic (1917)
- Uirapuru, ballet i poema simfònic (1917)
- Danca Frenetica (1918)
- Danca dos Mosquitos (1922)
- Francette et Piá (1928, orch. 1958)
- Rudepoema (1926, orch. 1932)
- O Papagaio do moleque, un episodi simfònic (1932)
- Caixinha de Boas Festas, poema simfònic i ballet (1932)
- Evolução dos Aeroplans (1932)
- Danca da terra, ballet (1939)
- Mandú-Cárárá, Profane Cantata / Ballet d'infants per a cor mixt, cor d'infants i orquestra (1940)
- Suite Enyorança da Juventude nr. 1 (1940)
- Madona, poema simfònic (1945)
- Sinfonietta Núm. 2 (1947)
- Erosão, Erosió, poema simfònic (1950)
- Ruda, poema simfònic i ballet (1951)
- Ouverture de l'Homme Tel (1952)
- Alvorada na Forest Tropical, ouverture (1953)
- Odisséia d'uma raça, poema simfònic (1953)
- Génesis, poema simfònic i ballet (1954)
- Emperor Jones, un ballet (1956) amb la col·laboració de José Limón,
- Fantasia en Tres Moviments (en forma de choros)(1958)
- Suite Núm. 1 per a orquestra de cambra (1959)
- Suite Núm. 2 per a orquestra de cambra (1959)

### Música de Cambra
- Sonata-fantasia Núm. 1 per a violí i piano, Desesperança (1913)
- Sonata-fantasia Núm. 2 per a violí i piano (1914)
- Sonata per a violí i piano Núm. 3 (1920)
- Trio per a piano i corda núm. 1 (1911)
- Trio per a piano i corda núm. 2 (1915)
- Trio per a piano i corda núm. 3 (1918)
- Sextuor Mystique, per a flauta, oboè, saxòfon, arpa, celesta i guitarra (1917)
- Quartet Simbòlic, per a flauta, saxòfon, viola, arpa, celesta i veus femenines (1921)
- Trio per a oboè, clarinet i fagot (1921)
- Nonetto, Impressão rápida de todo o Brasil, Una impressió ràpida de tot Brasil (1923)
- Quintet em forma de choros, per a flauta, oboè, clarinet, corn anglés o corn i fagot (1928)
- Quartet, per a flauta, oboè, clarinet i fagot (1928)
- Assobio a Jatol (The Jat Whistle,) per a flauta i violoncel (1930)
- Distribuição de Flores per a flauta i guitarra (1937)
- Trio per a violí, viola i violoncel (1945)
- Divagaçao per a violoncel, piano i percussió baixa (adlib.) (1946)
- Duo per a violí i viola (1946)
- Fantasia concertant per a piano, clarinet i fagot (1953)
- Duo per a oboè i fagot (1957)
- Quintet Instrumental, per a flauta, violí, viola, violoncel i arpa (1957)
- Fantasia Concertant per a 16 o 32 violoncels (1958)
- Choros Núm. 2,3,4,7 i Bachianas 1&6 són escrites per a diversos instruments en estil de cambra

### Quartets de corda
| - Núm. 1 (1915) - Núm. 2 (1915) - Núm. 3 (1917) - Núm. 4 (1917) - Núm. 5 (1931) - Núm. 6 (1938) | - Núm. 7 (1942) - Núm. 8 (1944) - Núm. 9 (1945) - Núm. 10 (1946) - Núm. 11 (1948) - Núm. 12 (1950) | - Núm. 13 (1951) - Núm. 14 (1953) - Núm. 15 (1954) - Núm. 16 (1955) - Núm. 17 (1957) |

Villa-Lobos va deixar esbossos per a un 18è quartet.

### Òperes
- Izaht (1914)
- Magdalena (1948)
- Yerma (1955)
- La Noia dels Núvols (1957)

### Música de cinema
- Descobrimento do Brasil (1938)
- Green Mansions (1959) - (adaptada com a peça de concert amb el títol "Bosc de l'Amazones")

### Obres per a guitarra
- Choros núm. 1 (1920)
- Suite popular Brasilera (1928)
- Dotze Estudis (1929)
- Cinc Preludis (1940)

### Música per a piano
| - Ibericarabe (1914) - Ondulando (1914) - Danças Características Africanas (1915) - Suite floral (1918) - Historias da carochinha (1919) - A Lenda do Caboclo (1920) - Carnaval das crianÃ§as (1920) - Prole do Bébé, first series (1920) - Prole do Bébé, second series (1921) - Prole do Bébé, third series (1926) - Perdida | - A Fiandeira (1921) - Rudêpoema (1921-26) - Sul America (1925) - Cirandinhas (1925) - Cirandas (1926) - Saudades das Selvas Brasileiras (1927) - Bachianas Brasileiras Núm. 4 (1930-40) - Francette et Pià (1932) - Valsa da dor (1932) - Guía Prático (1932-49) | - Ciclo brasileiro (1936-37) - As Três Marias (1939) - New York Sky-Line Melody (1939) - Poema Singelo (1942) - Homenage a Chopin (1949) - Suite para Israel Valenzuela |

## Heroi de la Pàtria
En virtut de la Llei Federal núm. 12.455, de 2011, el Congrés Nacional del Brasil va decretar la inscripció de Villa-Lobos en el Llibre dels Herois i Heroïnes de la Pàtria, un memorial cenotàfic situat dintre del Panteó de la Pàtria i de la Llibertat Tancredo Neves de Brasília, creat per honorar la memòria de les persones que millor van servir en la construcció i defensa del país.